# Franz Hillebrand (Philosoph)
Franz Hillebrand (* 2. Dezember 1863 in Wien; † 24. April 1926 in Innsbruck) war ein österreichischer Philosoph und Psychologe und Gründer des Instituts für experimentelle Psychologie an der Universität Innsbruck.

## Leben
Nach dem Schulbesuch in Kremsmünster nahm er ab 1881 das Studium der Philosophie und Naturwissenschaften in Prag und Wien. Er studierte u. a. bei Franz Brentano und promovierte im Jahre 1887 bei Marty über Synechologische Probleme der Scholastik. Danach arbeitete er am Physiologischen Institut bei dem Sinnesphysiologen Ewald Hering und am Physikalischen Institut bei dem Experimentalphysiker Ernst Mach. Im Jahre 1891 habilitierte er sich für Philosophie mit Berücksichtigung der Psychologie in Wien. Franz Hillebrand hatte davor vom Unterrichtsministerium die Gründung eines Instituts für experimentelle Psychologie an der Universität Wien zugesagt bekommen, auch wurden ihm finanzielle Mittel für den Ankauf von Apparaturen versprochen, aber er bekam von der Universität keine geeigneten Räumlichkeiten zugewiesen. Ein ihm zur Verfügung gestelltes Provisorium konnte er nicht mehr nutzen, da er 1896 zum o. Professor für Philosophie an die Universität Innsbruck berufen wurde. In Innsbruck wurde er Mitglied der schlagenden Studentenverbindung Akademischer Gesangsverein. Hier konnte er erreichen, dass 1897 das Ministerium seine Zustimmung zur Errichtung eines Institutes für experimentelle Psychologie an der Universität Innsbruck erteilte. Das Institut war zunächst in einem Raum des Stadtspitals untergebracht; ab 1904 konnten für die Psychologie einige Räume in dem neu errichteten Gebäude für die Fächer der Physik, Meteorologie, Hygiene und Physiologie vorgesehen werden.
Hillebrand war ab 1920 mit Franziska Mayer-Hillebrand verheiratet.

## Werk
An der Universität Innsbruck war der Schwerpunkt seiner Forschung die experimentelle Untersuchung der Raumwahrnehmung. Seine Beiträge zu den Bestimmungsgrößen der Raumwahrnehmung, zur Geometrie der Raumwahrnehmung, der Beziehung zwischen wahrgenommener Größe und Beobachtungsentfernung und seine Untersuchungen zur Stabilität der visuellen Wahrnehmung stellen grundlegende und international anerkannte Ergebnisse der Wahrnehmungsforschung dar. Zudem lehrte er Philosophie, vor allem Erkenntnistheorie, Logik betrachtete Hillebrand als Theorie der Wissenschaft.
Im Jahre 1910 leitete er den 4. Kongress für experimentelle Psychologie in Innsbruck.
Sein Nachfolger auf dem Lehrstuhl wurde 1926 der Philosoph und Psychologe Theodor Paul Erismann.

## Schriften
- Franz Hillebrand (1891). Die neuen Theorien der kategorischen Schlüsse.
- Franz Hillebrand (1896). Zur Lehre von der Hypothesenbildung.
- Franz Hillebrand (1896). Die experimentelle Psychologie, ihre Entstehung und ihre Aufgaben. [Antrittsvorlesung an der Universität Innsbruck, gehalten am 19. Oktober 1896]. Erschienen in: Journal Psychologie des Alltagshandelns/Psychology of Everyday Activity, Vol. 11/No. 1 [2018], S. 47–63 (hrsg. von Joachim Gatterer, Peter Goller, Pierre Sachse).
- Franz Hillebrand (1902). Theorie der scheinbaren Größe beim binokularen Sehen. Denkschriften der Kaiserlichen Akademie der Wissenschaften Wien, mathematisch-naturwissenschaftliche Klasse, Bd. 72,  255–307.
- Franz Hillebrand (1920). Die Ruhe der Objekte bei Blickbewegungen. Jahrbücher für Psychiatrie und Neurologie, 40, 213.
- Franz Hillebrand (1929). Lehre von den Gesichtsempfindungen.
- Franz Hillebrand: Ausgewählte Schriften zur Wahrnehmungspsychologie und Erkenntnistheorie (1889–1926), hrsg. und eingeleitet von Pierre Sachse und Peter Goller, innsbruck university press, Innsbruck 2021, ISBN 978-3-99106-038-3.